# Navy Island (halvö)
Navy Island är en halvö i Kanada.   Den ligger i countyt Saint John County och provinsen New Brunswick, i den sydöstra delen av landet, 800 km öster om huvudstaden Ottawa.
Runt Navy Island är det i huvudsak tätbebyggt.